# Silvia Navarro (kézilabdázó)
Silvia Navarro Giménez (Valencia, 1979. március 20. –) olimpiai bronzérmes, világ-és Európa-bajnoki ezüstérmes spanyol válogatott kézilabdázó, kapus.

## Pályafutása

### Klubcsapatokban
Pályafutása során több spanyol klubcsapatban is szerepelt, legnagyobb sikereit az Itxako Navarrával érte el, akikkel 2009-ben EHF-kupát nyert, 2011-ben pedig Bajnokok Ligája-döntős volt. 2012 és 2013 között egy szezonon át a román Oltchim Vâlcea csapatában is védett.

### A válogatottban
A 2010-es Európa-bajnokságon a spanyol csapat a 11. helyen végzett, Navarro egyénileg a torna legjobb kapusai közt szerepelt 39%-os védési hatékonyságával. Egy évvel később bronzérmes lett a brazíliai világbajnokságon, a 2012-es londoni olimpián pedig ugyancsak a harmadik helyen zárt a válogatottal, teljesítménye ekkor 37%-os volt a statisztikák alapján. A 2014-es Európa-bajnokságon ezüstérmet szerzett a válogatottal, a döntőben a norvég csapat múlta felül a spanyolokat. A 2018-as Európa-bajnokságon közel 40 évesen vett részt, ő volt a kontinenstorna legidősebb játékosa.

## Sikerei, díjai
Klubcsapatokkal
- Bajnokok Ligája:
  - Döntős: 2011
  - Elődöntős: 2006, 2013
- EHF-kupa:
  - Győztes: 2009
  - Döntős: 2008

Egyéni díjai
- Kárpátia-kupa legjobb kapusa: 2013[6]
- Királyi sportérdemérem bronzfokozata[7]